# Periodo dei Disordini
Il periodo dei disordini o guerra degli dei (Time of Troubles nella versione originale in inglese) è una fase della storia di Forgotten Realms, ambientazione per il gioco di ruolo fantasy Dungeons & Dragons.
Gli eventi vengono narrati per la prima volta in tre romanzi dell'autore Richard Awlinson, la Trilogia di Avatara.

## Eventi
Il periodo dei disordini avvenne nell'anno delle Ombre (1358 CV), allorquando il dio della Tirannia, Bane, in combutta con Myrkul, il Signore dei Morti, sottrasse le Tavole del Fato a Lord Ao, ossia le sacre scritture che sancivano le responsabilità di tutte le divinità del pantheon faerûniano.
Questo oltraggio scatenò la collera di Ao, il quale scacciò tutti gli dei dai rispettivi reami extraplanari, costringendoli a camminare su Toril in mezzo ai comuni mortali. In tale esilio sarebbero rimasti fino a quando non avessero imparato dai propri errori; le divinità erano diventate troppo vanesie e sicure del loro potere al punto da dimenticarsi dei propri fedeli, venendo così meno ai loro doveri quali quello di guide divine. Gli dei banditi furono costretti quindi ad incarnarsi in corpi mortali chiamati "avatar".
Nel corso di questo loro "pellegrinaggio", gli dei mortali cercarono in ogni modo di ritornare al proprio reame divino, in quanto le vie convenzionali erano state sigillate dal volere di Ao. Ritrovarsi mortali gettò nel panico le divinità; soltanto Helm mantenne il suo status, essendo stato ordinato da Ao stesso come guardiano del sentiero che conduceva ai piani esterni.
Mystra fu da lui distrutta quando tentò di oltrepassare il blocco e la sua distruzione generò zone di magia selvaggia e zone di magia morta. Myrkul andò incontro alla distruzione a Waterdeep per mano di Mezzanotte, una maga umana che in seguito divenne (per volere di Ao) la nuova incarnazione di Mystra. Torm distrusse Bane nella città di Tantras, ma nello scontro perse la vita anche lui (poi resuscitato, sempre per volere di Ao), mentre il ladro Cyric uccise Bhaal con la spada Flagello degli Dei, che in pratica era l'avatar del dio dei ladri Mask.
La conclusione del Periodo dei Disordini cambiò la conformazione del pantheon faerûniano. Tre mortali ascesero al ruolo di divinità: Mezzanotte divenne la nuova Mystra, mentre Kelemvor e Cyric ereditarono rispettivamente le aree di influenza che furono dei defunti Myrkul e Bane.
L'atteggiamento degli dei nei confronti dei loro seguaci dopo questa crisi è sicuramente l'aspetto più significativo lasciato dalla guerra degli dei; infatti, al termine del periodo dei disordini, Ao decretò che da lì in avanti il potere degli dei sarebbe in parte dipeso dal numero e dal fervore dei loro adoratori. Proprio grazie al Periodo dei Disordini ci fu un ampliamento dei pantheon, visto che molti dei fino a poco prima senza servitori (quindi sconosciuti) iniziarono ad interagire con le creature intelligenti dalle quali potevano essere adorati.

## Precisazioni aggiuntive
Il manuale Fedi & Pantheon esplica in maniera dettagliata come si sono svolte le interazioni tra gli dei nel corso del Periodo dei Disordini.
Alcuni degli dei uccisi durante il periodo dei disordini riacquistarono lo status divino (grazie ai loro sforzi e non primariamente alla volontà di Ao) in tempi successivi (come, ad esempio, Bane e Myrkul).
Il Periodo dei Disordini interessò la maggior parte dei pantheon umanoidi e dei draghi. Per quanto riguarda le divinità di altri esseri intelligenti come i phaerimm o i miconidi, nulla si può dire.